# Gijsbertus Craeyvanger

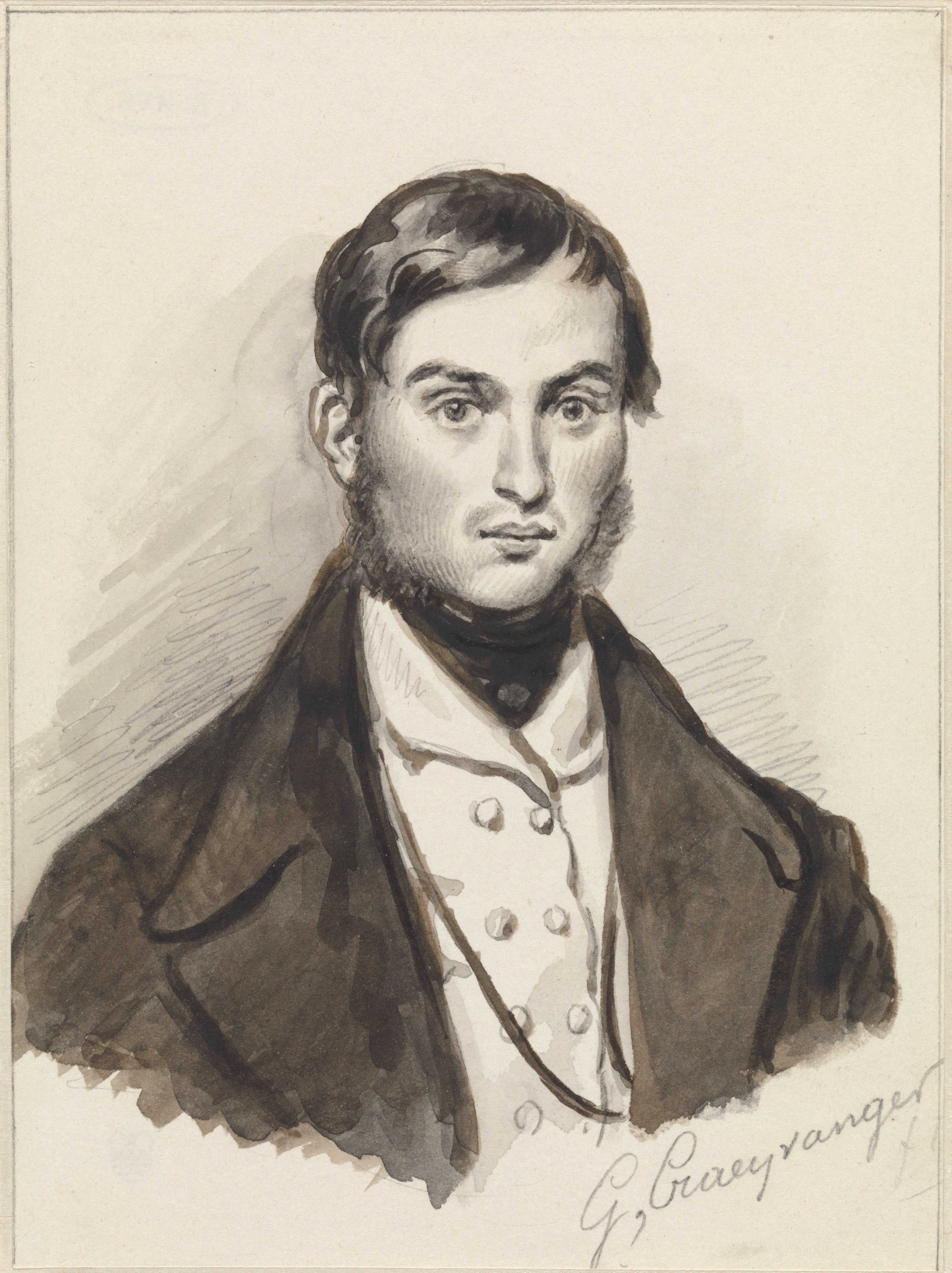
Selbstbildnis

 Gijsbertus Craeyvanger (* 21. Oktober 1810 in Utrecht; † 17. Juli 1895 ebenda) war ein niederländischer Maler. 
Er war ein Sohn des Musikers Gerardus Craeyvanger, sein Bruder Reinier war auch Maler.
Gijsbertus studierte an der Rijksakademie van beeldende kunsten. Dort war er unter anderem Schüler von Jan Willem Pieneman.

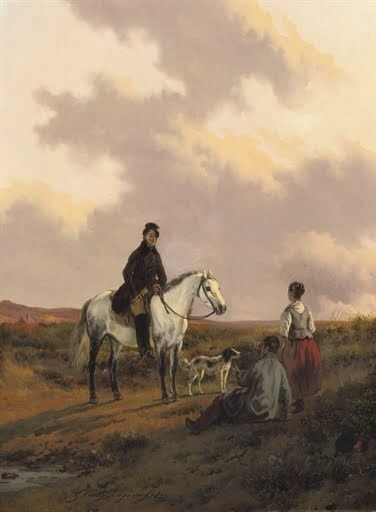
'
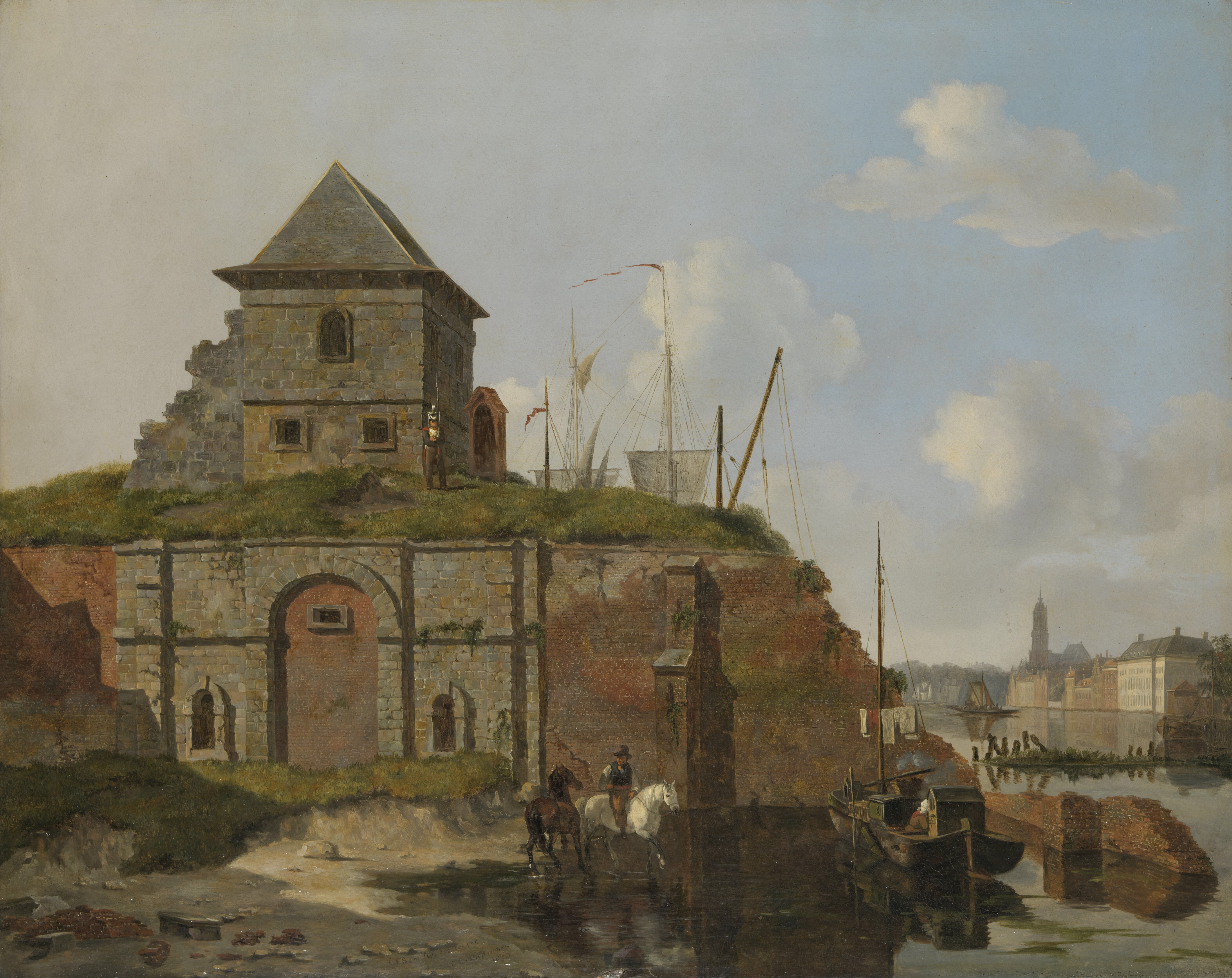
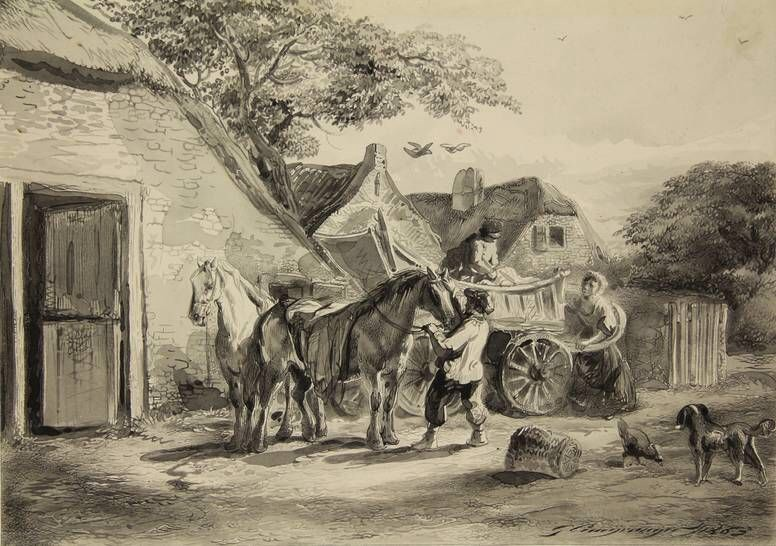